# Ghetto de Lida
| \| Lida \| Localisation de Lida sur la carte de la Biélorussie. |
| Lida                                                            |

Le Ghetto de Lida (été 1941 — septembre 1943) est un quartier où ont été forcés de se rassembler les Juifs de Lida et des villages environnants, suivant le processus de l'Holocauste en Biélorussie en vue de les persécuter et de les exterminer, à l'époque de l'occupation du territoire de l'URSS par les troupes du Troisième Reich, durant la Seconde Guerre mondiale.

## Occupation de Lida et création du ghetto
Durant la première moitié du XXe siècle les Juifs représentaient 38 % de l'ensemble de la population de la ville de Lida. Juste avant la guerre, 5 419 Juifs vivaient à Lida. La ville fut envahie par des unités de la Wehrmacht le 27 juin 1941 et l'occupation se poursuivit pendant 3 ans -jusqu'au 9 juillet 1944,.
Dès les premiers mois d'occupation, les forces allemandes créèrent un ghetto dans la ville. Ce ghetto devint très important mais plus petit toutefois que le ghetto de Vilnius, le ghetto de Grodno, ou le ghetto de Minsk, pour ne parler que des plus proches géogrаphiquement.
Les Ghettos de Biélorussie pendant la Seconde Guerre mondiale sont au nombre de 288. Entre 600 000 et 800 000 Juifs y furent exécutés. À Lida, les Juifs chassés et conduits au ghetto venaient de la ville de Lida même et du Raïon de Lida mais aussi des villages des environs : Biarozawka, Biélitsa, Seliets et encore de différents hameaux.
La ville avait subi un bombardement au début de l'offensive allemande et le centre était en ruine, si bien que les ghettos furent organisés à trois emplacements périphériques.
- Le ghetto le plus important est installé dans les deux rues Pastowska et Chlodna, incluant le cimetière juif près de la rivière Lideïka. Il était commode d'y jeter les cadavres des suppliciés.
- Le deuxième ghetto, plus petit, était constitué par la rue Kocharowa jusqu'à la petite forêt Borowka. C'est là que seront tués 5 600 Juifs (hommes, femmes et enfants) le 8 mai 1942.
- Le troisième ghetto dénommé « Piaski » a été créé à un endroit où vivaient des populations chrétiennes. Il se situait par delà la ligne de chemin de fer[6].

## Conditions de vie dans le ghetto
La vie dans le ghetto de Lida ne se différencia pas de la vie dans les autres ghettos créés pas les nazis en Biélorussie pendant la seconde guerre.
- Port de l'étoile de David obligatoire pour les Juifs entre 16 et 60 ans
- Création d'un Judenrat pour faire administrer les ghettos par les Juifs eux-mêmes
- Mesures vexatoires
- Absence de soins médicaux suffisants
- absence de ravitaillement
- Obligation d'échanger les biens pour avoir de la nourriture.

Il existe toutefois sur la vie du ghetto de Lida un témoignage vécu émouvant : celui de Joseph Kuszelewicz qui est né en 1925 et a connu le ghetto à 16 ans.

## Destruction du ghetto
La Commission extraordinaire de l'État (en abrégé : TchGK - en russe : ЧГК) d'URSS n'a pas pu établir en 1944 le chiffre exact des victimes tuées à Lida et dans le raïon de Lida. À propos de ces chiffres, elle n'a pu que conclure : « chaque victime tombée dans les mains des fascistes parcourait un long chemin d'épines avant d'arriver jusqu'à sa tombe ».
Le 27 juin 1941 les Allemands sont entrés dans Lida et durant les jours qui ont suivi, ils ont exécuté 92 représentants de l'intelligentsia locale juive : des enseignants, des avocats, des médecins, des ingénieurs. Après les avoir rassemblés dans l'enceinte de l'église Piarov, les Allemands les ont conduits à quelques kilomètres de la ville, dans d'anciennes casernes, dont les caves étaient encore remplies d'armes et de munitions russes. Ils y ont été exécutés à la mitraillette. Les paysans des villages voisins ont été réquisitionnés pour creuser des fosses puis transporter et enterrer les suppliciés dans celles-ci,,. Le 3 et le 5 juillet 275 juifs, également membres de l'intelligentsia, furent encore fusillés. Au début de l'occupation les allemands prenaient encore la précaution d'éviter la présence de témoins pour ne pas affoler la population.

Un des premiers massacres de masse fut organisé le 29 avril 1942. Selon des témoins visuels : 
« … Il y avait cinq mille juifs. On leur ordonna de creuser une tranchée. Pour les femmes, les tranchées étaient plus profondes de telle manière que les fascistes puissent jeter au-dessus d'elles leurs petits enfants. Les mères se défendaient, mordaient quand on leur enlevait leur enfant. Les Allemands essayaient de jeter leur enfant directement après elles dans la fosse. Mais les Allemands n'envoyaient pas là que des mères. À nos “amis policiers” ils ordonnaient de couvrir ces enfants de grenades… Ils obligeaient les adultes à se déshabiller complètement, à déposer leurs vêtements, et puis nos gars (policiers) les fusillaient. Ceux qui étaient morts ou blessés étaient jetés dans la fosse et on comblait celle-ci de chaux. Les Allemands allaient alors vers les policiers qui avaient fusillé, leur posaient la main sur le cœur, celui de ceux-ci qui était calme ils le félicitaient, et celui dont le cœur battait fort, qui était ému — il recevait une balle dans le front. Ainsi ils tirèrent jusqu'au soir, puis ils recouvrirent les tranchées de terre… »
Le 2 mai 1942, après avoir été torturés, les membres brisés, 9 Juifs furent fusillés dans le cimetière de Lida.

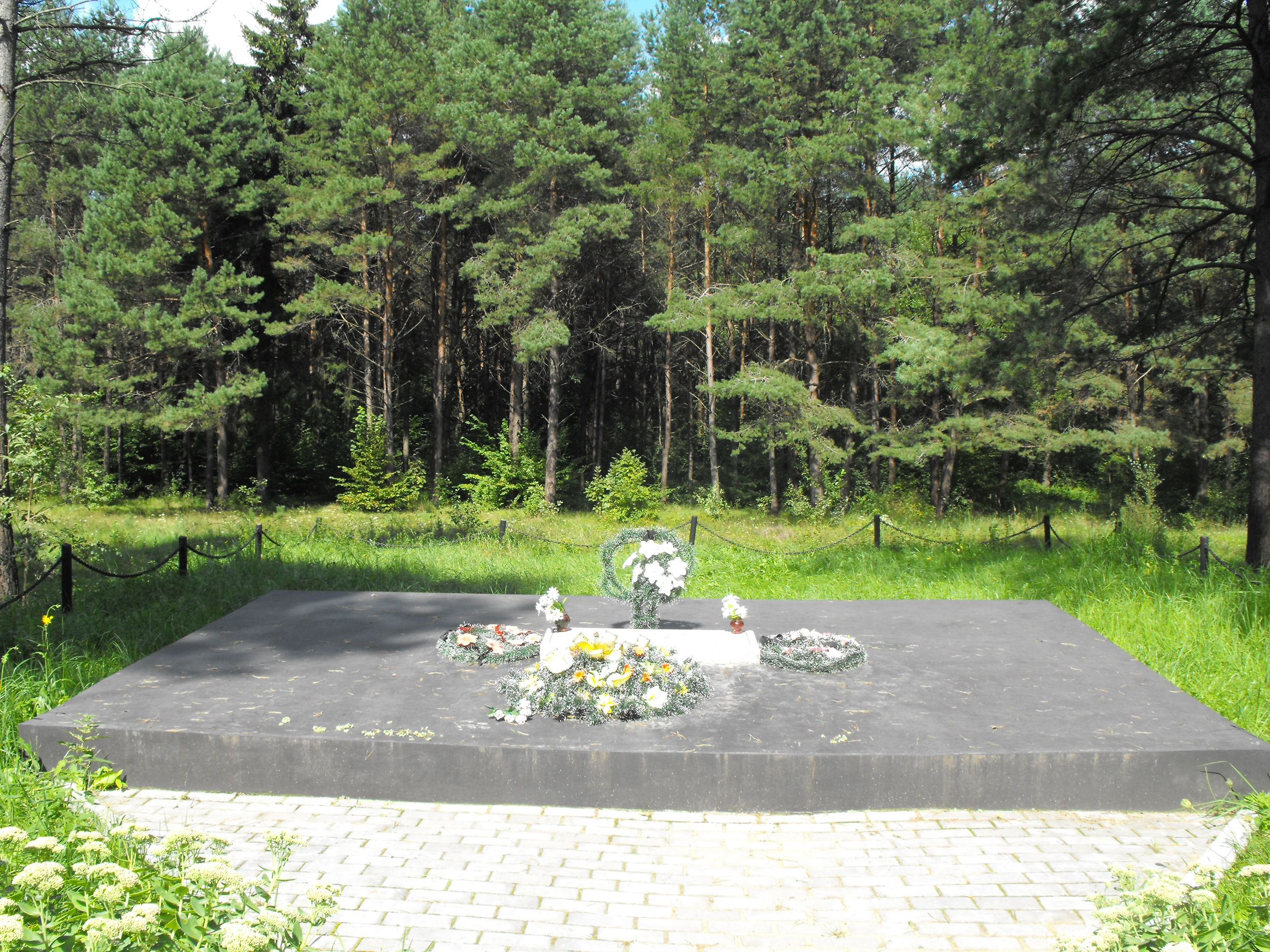
Tombes jumelles (dites aussi «tombe des enfants») à un des emplacements des meurtres de masse des Juifs de Lida, le 8 mai 1942

Pendant une semaine entière, le 8 mai 1942, fut organisé à Lida un massacre de juifs de grande ampleur, ce que les nazis appelaient une «action» suivant un de leurs euphémismes.
Selon des témoins visuels, le soir du 7 mai 1942, les membres des forces de police de la collaboration biélorusse et les gendarmes auxiliaires encerclèrent le ghetto, et le matin du 8 mai ils conduisirent les prisonniers sur la place de la caserne. Le commissaire et son adjoint organisèrent une sélection, séparant provisoirement d'une part parmi les condamnés à mort les femmes, les vieux, les malades et les enfants des autres c'est-à-dire des artisans et des spécialistes. Ceux des vieux et des malades qui ne pouvaient se déplacer par eux-mêmes, furent tués immédiatement — dans les maisons et les rues du ghetto. Sur le chemin vers le bois, à l'endroit du massacre ils exterminèrent les Juifs et fusillèrent les autres.
L'endroit du massacre se trouvait dans les champs et les bois à trois kilomètres de la ville. Les nazis et les membres de la collaboration biélorusse fusillèrent les juifs de Lida à la mitrailleuse ou à l'automatique à l'emplacement de trois fossés, obligeant au préalable les victimes à se déshabiller. Ils tuèrent d'abord les enfants (en effet, si les mères étaient tuées les premières, les enfants ne pouvaient plus être maitrisés) en les enlevant à leur mère, les jetaient dans la fosse et puis jetaient des grenades (en effet, obliger les soldats à tuer les enfants au fusil entrainait des troubles psychiques chez certains tireurs). Les occupants et leurs complices lançaient aussi les enfants en l'air puis les attrapaient à la baïonnette.
Mais pour les exécuteurs, ce qui comptait le plus c'était de procéder à leur « action » de manière militaire, c'est-à-dire sans désordre et sans devoir prendre de décision personnelle. Le modus operandi pouvait varier par l'expérience antérieure pour le même type d'action ou en fonction de la personnalité de chaque exécuteur. Mais l'important, pour les nazis, était le maintien du cadre référentiel militaire. Otto Ohlendorf qui était à la tête de l'Einsatzgruppe « D » restait par exemple très attaché à cette idée pour ces raisons expliquées au procès de Nuremberg : « parce que c'était infiniment lourd à supporter psychiquement tant pour les victimes que pour ceux qui avaient ordre de les exécuter ». « Il s'agissait d'arriver à ce que les chefs et les hommes pussent procéder à l'exécution de façon militaire et n'eussent donc pas à prendre de décision personnelle » Le choix du mode d'exécution n'était pas régi -constate Harald Welzer- par le fait qu'il soit lourd à supporter psychiquement ou non, mais servait de prétexte au choix d'une exécution de type militaire.
Otto Ohlendorf, a expliqué qu'il avait, pour sa part, toujours veillé à un « mode de liquidation militaire » par fusillade de face et non pas « un à un, une balle dans la nuque ».
Harald Welzer, auteur de l'essai Les Exécuteurs cite ce témoignage insoutenable d'un exécuteur allemand - un certain Karl Milze - qui a participé à plusieurs massacres : « Je me trouvais moi-même dans la situation réellement heureuse de n'avoir au moins pas à tuer de nourrisson avec sa mère. Les enfants que j'ai dû tuer étaient déjà suffisamment grands pour que leurs mères les tiennent par la main ».
Les enfouissements des corps se faisaient dans d'anciennes tranchées, à l'endroit d'un ancien camp militaire soviétique, dans un immense trou provenant d'une explosion d'un arsenal de poudre, le tout sur une surface de 6 hectares.

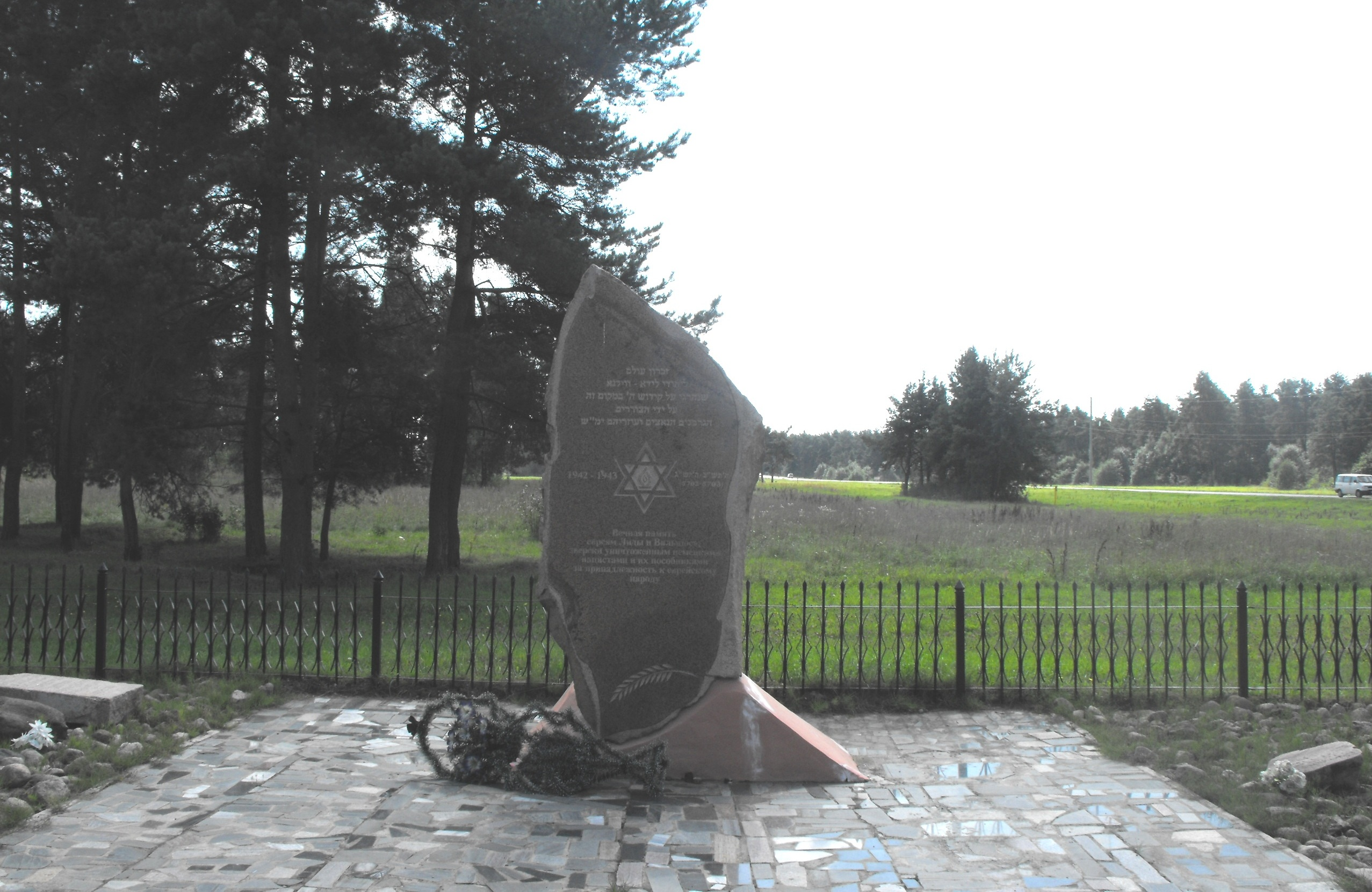
Monument rappelant un des lieux du meurtre des Juifs par les nazis à Lida

En tout, le 8 mai 1942, 5 670 prisonniers du ghetto périrent fusillés à Lida,,,.
Le 2 juillet () 1942 dans les caves de l'arsenal, 155 Juifs furent encore tués.
À l'automne 1942, les 3 000 survivants du ghetto furent envoyés au camp de concentration de Maïdanek en Pologne. Après la fusillade racontée plus haut, 800 Juifs avaient été amenés de Voranova (Oblast de Grodno) et d'autres villages. Tous ces Juifs et les survivants de Lida furent cantonnés dans 121 maisons dans le ghetto, pour être tués peu de temps après.
Les ghettos de Lida furent liquidés en septembre 1943 et une partie de leurs prisonniers furent envoyés dans le camp de concentration de Sobibor.

## Résistance dans le ghetto
Dès 1941, les partisans Bielski pénètrent dans le ghetto de Lida, appelant les prisonniers à s'enfuir pour lutter contre les fascistes.
Ils s'approvisionnaient aussi dans ces camps en demandant des armes à tout prix aux habitants du ghetto (armes détenues, fabriquées ou volées).
Un groupe important de prisonniers parvint ainsi avec leur aide à s'enfuir du ghetto au printemps et à l'été 1943 pour rejoindre les rangs des partisans soviétiques. Un des frères Belskii, Touvia, leur dit :
«  Amis, c'est l'un des jours les plus heureux de ma vie. C'est pour de tels moments que je vis  — regardez combien ont pu s'échapper du ghetto ! Je ne puis rien vous garantir. Nous tenterons de survivre, mais nous pouvons tous mourir. Et nous tâcherons autant que faire se peut de rester en vie le plus nombreux possible. Nous acceptons tout le monde et ne rejetons personne, ni les vieux, ni les enfants, ni les femmes. La plupart des dangers imaginables nous guettent, mais si notre sort est de mourir, au moins nous mourrons comme des êtres humains. »
Les partisans Bielski présentaient la particularité dans la résistance de réunir femmes, enfants et vieillards aux groupes de combattants. C'était le "miracle Bielski".
Ils étaient installés dans la grande forêt biélorusse Naliboki, située entre Lida et Minsk, qui couvrait des centaines d'hectares et dont les Allemands ne parvinrent jamais à les déloger. L'Armée rouge veillait régulièrement à leur ravitaillement en munition et en armes lourdes par des transports aériens notamment.
Au moment de la fusillade du 23 avril 1942, un groupe de jeunes juifs s'écria : « Hourra! Hourra! » et quelques-uns en profitèrent pour s'enfuir dans le bois. Les Allemands en rattrapèrent mais pas tous et une vingtaine d'hommes parvinrent à s'échapper
La nuit, certains Juifs parvenaient à sortir du camp malgré la surveillance exercée par les Allemands et les collaborateurs. C'étaient souvent des
adolescents tels que Joseph Kuszelewicz. Ils assuraient les liaisons entre le camp et les partisans ou décidaient carrément de suivre ces derniers.
La vie dans la forêt avec ces partisans était rude et la faim régnait dans les abris, mais pour les adolescents surtout, la liberté retrouvée dans la nature, loin des contraintes du ghetto était vraiment le « miracle Bielski ».

## Mémoire

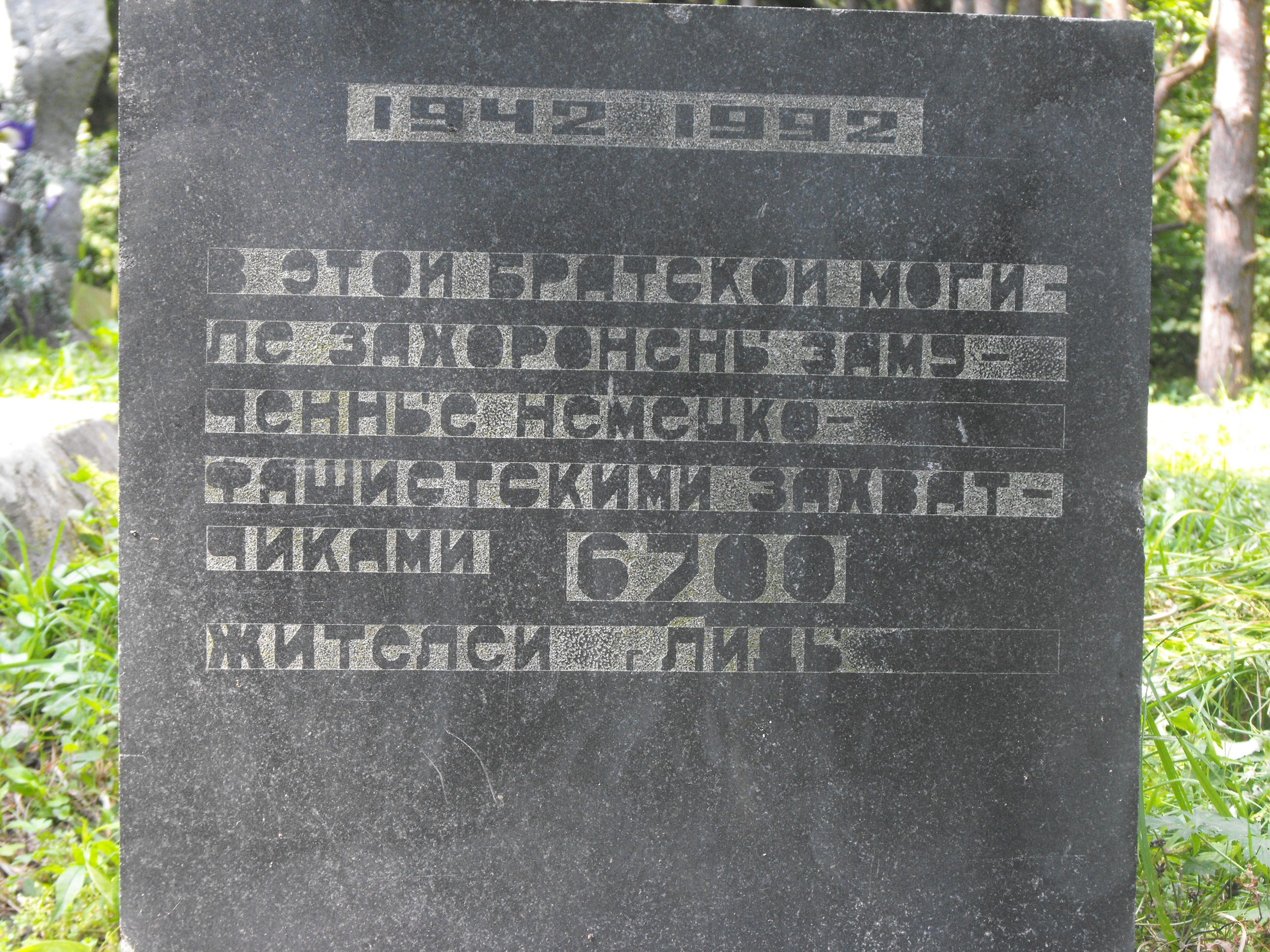
Pierre et mémorial à l'endroit du massacre des Juifs de Lida

À l'époque de l'occupation nazie à Lida et dans les environs furent torturés et tués environ 8 000 Juifs,. D'après la liste de la commission gouvernementale (en russe : ЧГК) on a pu établir une liste avec le nom de 342 Juifs de Lida seulement.
En 1967 à l'emplacement de la tombe des 5 670 fusillés du 8 mai 1942, les parents des victimes firent élever un obélisque et une dalle funéraire.
En 1990 un mémorial en pierre fut élevé à la mémoire des victimes de la Shoah.
Au sud-ouest de la région de Lida, dans le bois près du village d'Ostrovlia, dans deux fosses jumelles sont enterrés 6 000 Juifs. En 1992, à l'initiative du mémorial juif sous la direction de Tamary Moïsévné Borodatch, grâce aux moyens mis à dispositions de la communauté juive par les anciens habitants de Lida, fut élevé un monument-souvenir,,. Sur deux socles en granit, sont écrits ces mots en russe et en hébreu: « 1942 — 1992. Dans ces deux tombes jumelles sont enterrés 6 700 habitants de Lida, victimes torturées par les forces nazies allemandes ».
La tombe de 8 représentants de l'intelligentsia juive fusillés le 2 mai 1942 après d'horribles tortures dans la prison de la ville de Lida se trouvent au cimetière d'Ivé, dans le village de Stonévitchy, dans la clairière de Khovantchina.
Chaque année, le 8 mai, à Lida, se tient une cérémonie de deuil en souvenir des victimes juives du ghetto de Lida,.

### Sources
- (ru) Cet article est partiellement ou en totalité issu de l’article de Wikipédia en russe intitulé « Лидское гетто » (voir la liste des auteurs).
- (fr) Jack Kagan et Dov Cohen «  La solution finale et la résistance Bielski en Biélorussie » (traduit de l'anglais par Monique Chajmowiez) L'Harmattan, Paris 2002.  (ISBN 2-7475-1307-6)
- (fr) Joseph Kuszelewicz " un Juif de Biélorussie de Lida à Karaganda" Paris 2002 L'Harmattan  (ISBN 2-7475-1308-4).
- (fr) Harald Welzer (trad en fr. par Bernard Lortholary) : Les exécuteurs, des hommes normaux aux meurtriers de masse. NRF essais -Gallimard 2007,  (ISBN 978-2-07-077941-3)
- (ru) Справочник о местах принудительного содержания гражданского населения на оккупированной территории Беларуси 1941-1944.Recueil des lieux d'exécutions en Biélorussie.
- Similovitskiy Смиловицкий, Леонид Львович|Л. Смиловицкий. Гетто Белоруссии — примеры геноцида (из книги «Катастрофа евреев в Белоруссии, 1941—1944 гг.»
- Национальный архив Республики Беларусь (НАРБ). — фонд 845, опись 1, дело 7, лист 2[2];
- Национальный архив Республики Беларусь (НАРБ). — фонд 845, опись 1, дело 8, лист 8[2],[8];
- Национальный архив Республики Беларусь (НАРБ). — фонд 861, опись 1, дело 7, листы 2-3, 35, 35об[2],[8];(archives nationales de la République Biélorusse)
- Государственный архив Российской Федерации (ГАРФ). — фонд 7021, опись 86, дело 42, листы 1-26[2],[8];
- Государственный архив Гродненской области, фонд 1029, опись 1, дело 31, листы 27-28[8]; (Archives de Grodno)
- Архив Яд Вашем, М-33/710[2];(archives).
- РЕЭ|Лида